# Бруна Есіх
Бруна Есіх (хорв. Bruna Esih; нар. 20 травня 1975) — хорватська політична діячка, кроатистка, голова політичної партії «Незалежні за Хорватію».

## Життєпис
Народилася у Спліті. Батько родом із далматинського поселення Свинища, що за 10 км на схід від Оміша.
Закінчила факультет хорватських студій Загребського університету за напрямами «філософія» та «кроатистика». Захистила дипломну роботу «Сербська пропаганда та хорватське мовчання», а одним із членів комісії, перед якою відбувався захист, був історик Йосип Юрчевич.
З 2001 по 2016 рік була співробітницею Інституту суспільних наук ім. Іво Пілара. З 2012 по 2016 рік очолювала асоціацію «Хорватська хресна дорога», яка займається дослідженням страждань хорватів під час Другої світової війни. Була спеціальною посланницею Президента Хорватії Колінди Грабар-Кітарович. Виступає за декомунізацію та проведення люстрації в Республіці Хорватія. Slobodna Dalmacija і Večernji list оголосили її «іконою хорватських правих».
На хорватських парламентських виборах 2016 року пройшла в парламент як безпартійна кандидатка за списком ХДС.

## Доробок
Досліджувала Бляйбурзьку трагедію і Битву за Вуковар, а також злочини югославських партизанів після Другої світової війни у ФНРЮ. Як науковиця Загребського інституту суспільних наук ім. Іво Пілара була співавторкою трьох книжок. Також була спеціальною посланницею президента Хорватії Колінди Грабар-Китарович на вшануванні жертв Бляйбурзької різанини.
Її книжки:
- Čuvari bleiburške uspomene, Zagreb, 2003.
- Vukovar '91: međunarodni odjeci i značaj, Zagreb, 2004.
- Bleiburg Memento, Zagreb, 2005.

У своїй дослідницькій роботі співпрацює з істориком Йосипом Юрчевичем.